# Rhododendron variolosum
Rhododendron variolosum är en ljungväxtart som beskrevs av Odoardo Beccari. Rhododendron variolosum ingår i släktet rododendron, och familjen ljungväxter. Utöver nominatformen finns också underarten R. v. andersonii.